# ドウシンタケ
ドウシンタケ (Amanita esculenta) とはテングタケ科テングタケ属テングタケ亜属タマゴタケ節に分類されるキノコの一種である。

## 形態
かさは釣鐘形～半球形から開いてほとんど平らになり、径3-15cm程度、表面は灰褐色ないし暗褐色で、湿時にはあまり著しくない粘性があり、時に膜質で白色を呈する大きな膜片（外被膜の破片）を乗せることがあり、周縁部には放射状に配列した比較的短い条溝をあらわす。肉は白色で変色性を欠き、もろい肉質、ほとんど無味無臭である。
ひだはやや密～密で柄に離生しており、白色であるが縁はしばしば暗灰色ないし黒褐色を呈し、小ひだをまじえる。柄はほぼ上下同大で長さ4-20cm、径5-15mm程度、なかほどよりやや上部に膜質の「つば」（灰色～帯褐灰色で、上面には微細な放射状の条溝をあらわす）を備え、つばより上方はほとんど白色を呈し、下部は暗灰色・繊維状の微細な鱗片でおおわれ、時にいくぶんだんだら模様を生じ、基部には白色・膜質の大きな「つぼ」がある。
胞子紋は純白色を呈し、胞子は広楕円形～類球形で無色・平滑、ヨウ素を含む染色液に染まらない。ひだの縁には、暗褐色の内容物を含んだ、逆フラスコ形～広紡錘形～こん棒形の無性細胞が密生している。担子器は4個の胞子を生じ、その基部にはかすがい連結を有する。かさの表皮はゆるく絡み合いつつ匍匐した菌糸で構成され、それらの菌糸は褐色の内容物を含み、薄いゼラチン層に埋没しており、隔壁部にはときおりかすがい連結を備えている。

## 生態
夏～秋、ブナ科（ブナ属・コナラ属・シイ属・マテバシイ属・クリ属など）・カバノキ科（カバノキ属・ハンノキ属など）あるいはマツ科（マツ属・モミ属・カラマツ属・ヒマラヤスギ属など）の樹下に発生する。分類学的位置からして外生菌根を形成するものと考えられているが、生態・生理的性質についてはまだ不明な点が多い。

## 分布
日本（本州および九州）・中国および朝鮮半島に産するが、東南アジアにも分布する可能性がある。
タイプ標本は、1953年の秋に、新潟県北蒲原郡紫雲寺村付近の海岸砂丘において、クロマツ植林地に発生していたものである。

## 類似種
ミヤマタマゴタケでは、ドウシンタケに比べてかさがより淡色を呈することが多いが、時には本種そっくりの灰褐色となる場合もある。ドウシンタケに比べて一般に大形で、かさの周縁部の条溝がずっと短い（幼いものでは、かさの周縁部が内側に巻き込んでいるためにほとんど確認できない）こと・ひだが暗灰色～暗褐色に縁どられないことなどによって区別できる。ツルタケダマシは柄が白っぽく、ひだには暗色の縁どりを持たない。また、クロタマゴテングタケは非常に紛らわしいが、やはりひだに黒っぽい縁どりを欠くことや、かさの周縁部に放射状の条溝を生じないことなどによって区別が可能である。
中国産のドウシンタケをサンプルとし、DNAのITS領域を対象とした分子系統解析結果によれば、本種はタマゴタケ（日本産のサンプル）やタマゴテングタケモドキ（日本産のサンプル）などと近縁な位置にあるという。中国（四川省）から記載されたアマニタ・ユアニアナ (Amanita yuaniana Z. L. Yang) は、外観上も分子系統学上もドウシンタケにごく近い種であるが、かさの表面に放射状に濃淡のかすり模様をあらわす点で区別される。
他にも、有毒とされているガンタケと外観が類似するので安易に食すべきではない。

## 食・毒性
猛毒菌の多いテングタケ科・属の中では珍しく食用になる。ただし、外観がよく似た有毒菌が多いので、きのこ狩りの初心者には推奨できない。また、韓国産の試料による検討では、ドウシンタケの生の子実体から得た冷水浸出液はマウスの赤血球に対して強い溶血作用を示すが、沸騰水浴で5分間処理することで、浸出液の溶血作用は失活したという。従って生で食用に供するのは避けたほうがよい。
味・においともに癖がなく、汁物にするとダシが出て美味だが、テングタケと同じ敷地内に発生することがあり、さらにテングタケのイボが脱落したものと誤認する可能性もあるため注意が必要である。

## 名称の由来
和名の「ドウシン」は、粗末な衣を身につけた托鉢僧を意味する、新潟県（北蒲原郡）の方言であるという。本種はまた、新潟地方では古くから食用にされていたといわれている。
種小名のesculentaは、ラテン語で食用になるという意味である。